# 3337 Milos
3337 Milos је астероид главног астероидног појаса чија средња удаљеност од Сунца износи 2,842 астрономских јединица (АЈ).
Апсолутна магнитуда астероида је 12,5.